# Ekvivalent TNT

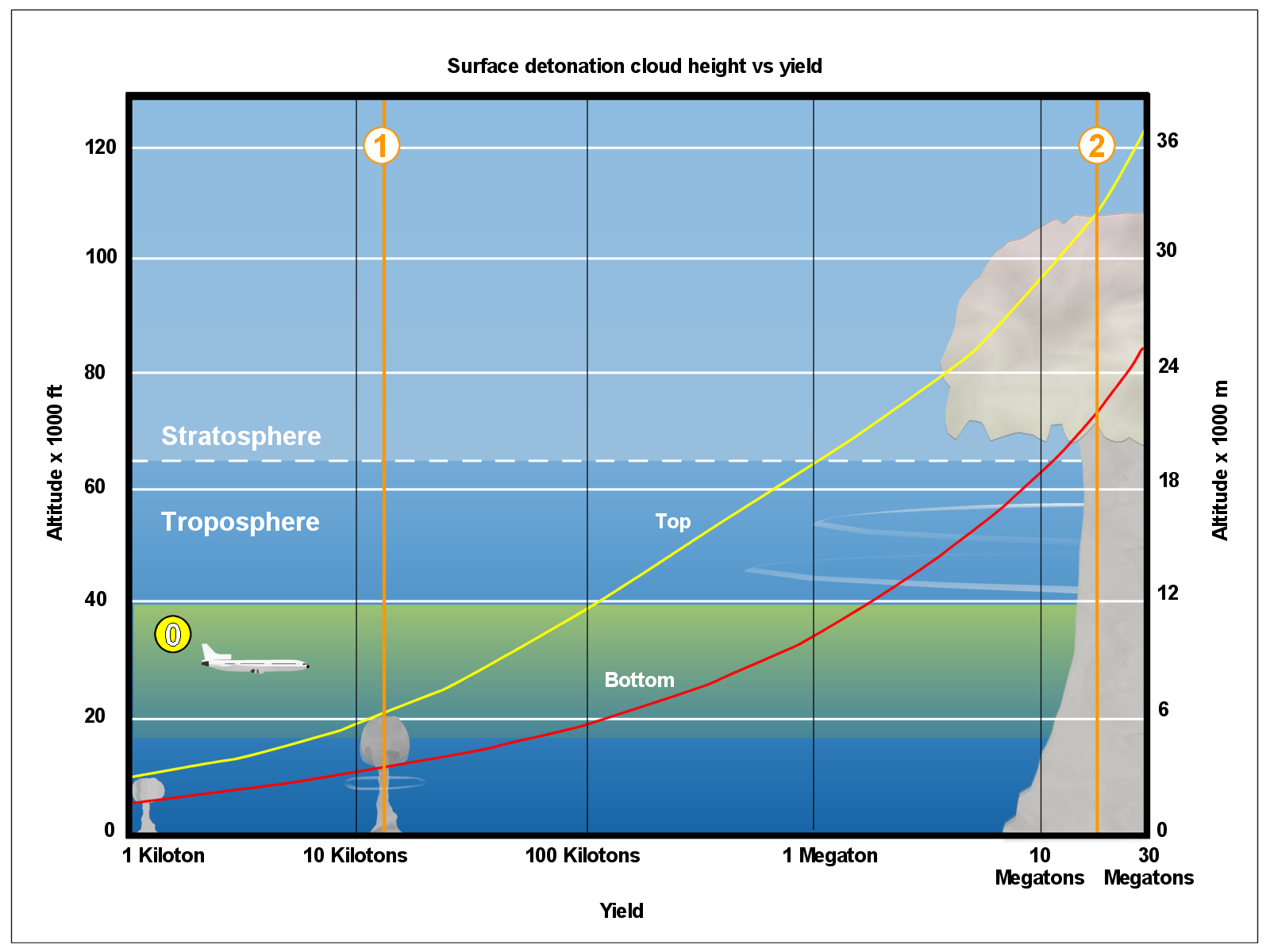
Diagram závislosti výšky houbového oblaku na energii výbuchu s příklady 22kt bomby Fat Man 15Mt Castle Bravo

Ekvivalent TNT je metoda vyjádření energie uvolněné při explozích. Jedná se (přibližně) o množství trinitrotoluenu, které svým výbuchem vyvolá vzdušnou tlakovou vlnu stejných parametrů jako zkoušená výbušnina, a která způsobí stejné destrukční účinky. Jedna tuna TNT odpovídá (přesně) 4,184 GJ.

## Definice
{\displaystyle 1\ g\ TNT=4185\ J=1\ kcal}
Násobné jednotky s předponami kilotuna (kt, tisíc tun) a megatuna (Mt, milion tun) TNT se používají pro popis uvolněné energie a tím pádem ničivé síly jaderných zbraní a dalších vysokoenergetických událostí, jako například dopadů těles z vesmíru.
Energie násobných jednotek odpovídají definici a ne skutečné energii odpovídající nálože trinitrotoluenu. Při odpálení megatuny TNT díky vysoké přetrvávající teplotě totiž dojde k rozsáhlému zapálení sazí, které vznikají při výbuchu TNT a které při menších detonacích TNT (třeba 1 tuna) shoří jen z malé části. Takže výbuch milionu tun TNT má více energie než megatunová termojaderná vodíková bomba, proto u těchto velikostí náloží nelze chápat ekvivalent TNT doslovně.
Navíc pro porovnání účinku výbuchů je často nutno vztáhnout ekvivalent TNT na danou vzdálenost. Ten samý výbuch může mít na 3 m ekvivalent 1 kg TNT ale na 5 m ekvivalent 1,5 kg TNT (typicky u výbuchu mraků plynu či termobarických výbušnin, ale i parních kotlů). To souvisí s různými profily tlakové vlny (délkou trvání vlny, její maximálním tlakem a rychlostí nástupu a ústupu tlaku).
TNT není nejsilnější konvenční výbušnina. Například hexogen při výbuchu uvolní v přepočtu na 1 kg více energie (přibližně o 30 %). Souvislost této jednotky energie s hmotností nějaké konvenční výbušniny je tedy dnes spíše historická.
V přepočtu pomocí rovnice E=mc² je 1 Mt TNT rovna 46,5 g.

## Výpočet
{\displaystyle W={\frac {\mu ME_{c}}{E_{cTNT}}}}, kde :
- W - ekvivalent TNT [kg]
- M - množství explozivního materiálu [kg]
- μ - bezrozměrná empirická konstanta 
  - 0,01 až 0,1 pro plyny a páry
  - 1 pro tuhé a kapalné výbušniny
- Ec - spalné teplo vybuchující látky [kJ/kg]
- EcTNT - spalné teplo TNT (cca 4437 až 4765 kJ/kg)

## Příklady
| Megatuny TNT      | Popis |
| ----------------- | --- |
| 0,000001–0,000044 | Konvenční bomby, největší FOAB má ekvivalent 44 t TNT (jiné zdroje uvádí 20 až 30 t)                                           |
| 0,0001–0,003      | Výbuch v bejrútském přístavu 2020                                                                                              |
| 0,003             | Halifaxský výbuch |
| 0,015–0,02        | Jaderná bomba Little Boy shozená na Hirošimu měla ekvivalent 15 kt TNT. Fat Man shozená na Nagasaki měla ekvivalent 20 kt TNT. |
| 3                 | Energie všech výbušnin použitých v druhé světové válce, včetně jaderných zbraní použitých v Japonsku                           |
| 13,8              | Elektrická energie vyrobená jadernou elektrárnou Temelín v roce 2023                                                           |
| 15                | Nejsilnější americký jaderný výbuch - Castle Bravo                                                                             |
| 21,5              | Teoretické maximum energie získatelné z 1 kg látky vypočtené pomocí rovnice E=mc²                                              |
| 26,3              | Energie uvolněná na povrchu Země při zemětřesení v Indickém oceánu 2004                                                        |
| 50                | Nejsilnější sovětský jaderný výbuch - Car-bomba                                                                                |
| 100               | Nejsilnější vyprojektovaná jaderná bomba, původní návrh Car-bomby                                                              |
| 540               | Součet všech dosud odpálených jaderných zbraní                                                                                 |
| 7 000             | Celkové světové zásoby jaderných zbraní                                                                                        |
| 2 500             | Množství sluneční energie, která dopadne na Zemi za minutu                                                                     |
| 6 000 000         | Impakt největšího úlomku komety Shoemaker–Levy 9 na Jupiter                                                                    |
| 9 560 000         | Celková uvolněná energie při zemětřesení v Indickém oceánu 2004                                                                |
| 100 000 000 = 108 | Přibližná energie uvolněná při dopadu tělesa, při kterém se vytvořil Chicxulubský kráter                                       |
| 7,89×1015         | Energie, kterou vyzáří Slunce za jeden den                                                                                     |
| 1028              | Supernova typu Ia |